# Orientexpress (1927)
Orientexpress ist ein deutsches Stummfilmmelodram aus dem Jahre 1927 von Wilhelm Thiele mit Lil Dagover und Heinrich George in den Hauptrollen.

## Handlung
Peter Karg ist Stationsvorstand eines Bahnhofs, der an derjenigen Strecke steht, die auch der berühmte Orientexpress befährt. Stets hat der etwas untersetzte und ein wenig tapsig wirkende Eisenbahner von der großen, weiten Welt geträumt, für die für ihn der Orient-Express sinnbildlich steht. Doch der Zug hält nie an, und so verfliegen diese Träume im selben Tempo, wie der Zug an seiner kleinen Station vorbeirauscht. Eines Tages macht der Express tatsächlich wider Erwarten halt, und man legt ihm eine Dame dieser ”großen, weiten Welt” ins Bett, die offensichtlich mehrerer Tage strengster Bettruhe bedarf. Bei dieser Grande Dame handelt es sich um die elegante Beate von Morton, die er so gut es geht pflegt. Nach einigen Tagen geht es ihr wieder besser, und sie verlässt das kleine, unwirtliche Stationsheim und kehrt in ihre eigene, mondäne Welt zurück. 
Karg fühlt sich anschließend unendlich allein, zumal er sich prompt in die adelige Frau verliebt hat, und beginnt zu trinken. Karg versieht seinen Dienst nicht mehr nach Vorschrift und lässt sich gehen. Von unendlicher Sehnsucht getrieben, lässt er alles stehen und liegen und geht der Frau, die er nicht mehr aus seinen Gedanken bekommt, in die große Stadt nach. Als er vor Beate von Mortons Haus steht, wird dort gerade ihre Hochzeit gefeiert. Man gewährt ihm zwar Einlass, dort wirkt er in seiner plumpen Behäbigkeit wie ein tapsiger Bär, der in diese großbürgerliche Glitzerwelt nicht hineinpasst. Zutiefst desillusioniert muss Karg erkennen, dass dies nicht sein Platz ist und beschließt, augenblicklich in seine eigene kleine Welt, die dörfliche Idylle, zurückzukehren.

## Produktionsnotizen
Orientexpress entstand im Mai und Juni 1927 in dem Phoebus-Atelier und passierte die Filmzensur am 1. August 1927. Der Film maß eine Länge von 2627 Metern, verteilt auf sechs Akte. Ein Jugendverbot wurde erteilt. Die Uraufführung erfolgte am 22. September 1927 in Berlins Marmorhaus.
Karl Machus erstellte die Filmbauten nach Entwürfen von Hans Baluschek. 

## Kritik
In der Österreichischen Film-Zeitung hieß es: „Der Film will ein gutes Kammerspiel sein, und ist es auch. Lil Dagover hat etwas unendlich Weiches, Gütiges und Frauliches in ihrem Wesen. Heinrich George, der Stationsvorsteher, stellt wieder einer seiner ergreifenden, schlichten Kreaturen dar. (…) Der Regisseur Thiele, der gleichzeitig Manuskriptautor ist, führt eine verständnisvolle Regie und arbeitet die Feinheiten dieser groß angelegten Charaktere und ihre Verbindung geschickt heraus“.